# 683

Graftombe van Pacal de Grote (605-683)

Het jaar 683 is het 83e jaar in de 7e eeuw volgens de christelijke jaartelling.

## Gebeurtenissen

### Arabische Rijk
- Kalief Yazid I overlijdt na een regeerperiode van 3 jaar en wordt opgevolgd door zijn zoon Moe'awija II. Hij moet zich mengen in een burgeroorlog (fitna) en ondervindt veel kritiek van de Omajjaden.
- Abd-Allah ibn Ibadh ontwikkelt een eigen gematigde doctrine binnen de islam. Volgens hem mag het geloof niet als reden voor oorlog misbruikt worden. (waarschijnlijke datum)

### China
- Keizer Gao Zong overlijdt (mogelijk vergiftiging) na een regeerperiode van 33 jaar. Onder invloed van zijn manipulerende vrouw Wu Zetian weet hij zijn Chinese expansiepolitiek uit te breiden naar Centraal-Azië en het Koreaanse koninkrijk Koguryo te onderwerpen.

### Meso-Amerika
- 31 augustus - Pacal de Grote, heerser (ahau) van Palenque (Mexico), overlijdt na een regeerperiode van 68 jaar.

## Religie
- 3 juli - Paus Leo II overlijdt in Rome na een pontificaat van slechts 10 maanden. Hierdoor ontstaat er een sedisvacatie (leegheid van de Heilige Stoel) tot juni 684.

## Geboren
- Childebert III, koning van het Frankische Rijk (of 670)
- Monmu, keizer van Japan (overleden 707)

## Overleden
- 3 juli - Leo II, paus van de Katholieke Kerk
- 31 augustus - Pacal de Grote (78), koning van Palenque
- Gao Zong, keizer van het Chinese Keizerrijk
- Yazid I (38), Arabisch kalief